# 2024–2025-ös Európa-liga (egyenes kieséses szakasz)
A 2024–2025-ös Európa-liga egyenes kieséses szakasza 2025. február 13-án kezdődik és május 21-én ér véget. Az egyenes kieséses szakaszban az Európa-liga alapszakaszának első 24 helyezettje szerepel, az első nyolc automatikusan a nyolcaddöntőbe jutott.

## Résztvevők
Az egyenes kieséses szakaszba az alapszakasz első 24 csapata jutott be. AZ első nyolc automatikusan a nyolcaddöntőben szerepel, míg a következő tizenhat játszik egymással a továbbjutásért.
| Hely. | Csapat              |
| ----- | ------------------- |
| 1     | Lazio               |
| 2     | Athletic Bilbao     |
| 3     | Manchester United   |
| 4     | Tottenham Hotspur   |
| 5     | Eintracht Frankfurt |
| 6     | Olympique Lyonnais  |
| 7     | Olimbiakósz         |
| 8     | Rangers             |

| Hely. | Csapat         |
| ----- | -------------- |
| 9     | Bodø/Glimt     |
| 10    | Anderlecht     |
| 11    | FCSB           |
| 12    | Ajax           |
| 13    | Real Sociedad  |
| 14    | Galatasaray    |
| 15    | Roma           |
| 16    | Viktoria Plzeň |

| Hely. | Csapat               |
| ----- | -------------------- |
| 17    | Ferencváros          |
| 18    | Porto                |
| 19    | AZ                   |
| 20    | Midtjylland          |
| 21    | Union Saint-Gilloise |
| 22    | PAÓK                 |
| 23    | Twente               |
| 24    | Fenerbahçe           |

## Ágrajz
|  |                             |                             |                             |                             |                             |   |                     |                     |                     |                   |                   |               |       |                |              |              |              |              |              |  |  |           |           |           |           |           |  |  |       |       |       |
|  | Rájátszás a nyolcaddöntőért | Rájátszás a nyolcaddöntőért | Rájátszás a nyolcaddöntőért | Rájátszás a nyolcaddöntőért | Rájátszás a nyolcaddöntőért |   |                     | Nyolcaddöntők       | Nyolcaddöntők       | Nyolcaddöntők     | Nyolcaddöntők     | Nyolcaddöntők |       |                | Negyeddöntők | Negyeddöntők | Negyeddöntők | Negyeddöntők | Negyeddöntők |  |  | Elődöntők | Elődöntők | Elődöntők | Elődöntők | Elődöntők |  |  | Döntő | Döntő | Döntő |
|  | Rájátszás a nyolcaddöntőért | Rájátszás a nyolcaddöntőért | Rájátszás a nyolcaddöntőért | Rájátszás a nyolcaddöntőért | Rájátszás a nyolcaddöntőért |   |                     | Nyolcaddöntők       | Nyolcaddöntők       | Nyolcaddöntők     | Nyolcaddöntők     | Nyolcaddöntők |       |                | Negyeddöntők | Negyeddöntők | Negyeddöntők | Negyeddöntők | Negyeddöntők |  |  | Elődöntők | Elődöntők | Elődöntők | Elődöntők | Elődöntők |  |  | Döntő | Döntő | Döntő |
|  |                             |                             |                             |                             |                             |   |                     |                     |                     |                   |                   |               |       |                |              |              |              |              |              |  |  |           |           |           |           |           |  |  |       |       |       |
|  |                             |                             |                             |                             |                             |   |                     |                     |                     |                   |                   |               |       |                |              |              |              |              |              |  |  |           |           |           |           |           |  |  |       |       |       |
|  | 19                          | AZ                          | 4                           | 2                           | 6                           |   |                     |                     |                     |                   |                   |               |       |                |              |              |              |              |              |  |  |           |           |           |           |           |  |  |       |       |       |
|  | 19                          | AZ                          | 4                           | 2                           | 6                           |   |                     |                     |                     |                   |                   |               |       |                |              |              |              |              |              |  |  |           |           |           |           |           |  |  |       |       |       |
|  | 14                          | Galatasaray                 | 1                           | 2                           | 3                           |   |                     | 19                  | AZ                  | 1                 | 1                 | 2             |       |                |              |              |              |              |              |  |  |           |           |           |           |           |  |  |       |       |       |
|  | 14                          | Galatasaray                 | 1                           | 2                           | 3                           |   |                     | 19                  | AZ                  | 1                 | 1                 | 2             |       |                |              |              |              |              |              |  |  |           |           |           |           |           |  |  |       |       |       |
|  |                             |                             |                             |                             |                             |   |                     | 4                   | Tottenham Hotspur   | 0                 | 3                 | 3             |       |                |              |              |              |              |              |  |  |           |           |           |           |           |  |  |       |       |       |
|  |                             |                             | Tottenham Hotspur           | Tottenham Hotspur           | 1                           | 1 | 2                   | 4                   | Tottenham Hotspur   | 0                 | 3                 | 3             |       |                |              |              |              |              |              |  |  |           |           |           |           |           |  |  |       |       |       |
|  | 21                          | Union Saint-Gilloise        | Tottenham Hotspur           | Tottenham Hotspur           | 1                           | 1 | 2                   | 0                   | 2                   | 2                 |                   |               |       |                |              |              |              |              |              |  |  |           |           |           |           |           |  |  |       |       |       |
|  | 21                          | Union Saint-Gilloise        |                             |                             |                             |   | Eintracht Frankfurt | Eintracht Frankfurt | 2                   | 2                 | 1                 | 0             | 1     |                |              |              |              |              |              |  |  |           |           |           |           |           |  |  |       |       |       |
|  | 12                          | Ajax                        | 2                           | 1                           | 3                           |   | Eintracht Frankfurt | Eintracht Frankfurt |                     | 12                | 1                 | 0             | 1     | Ajax           | 1            | 1            | 2            |              |              |  |  |           |           |           |           |           |  |  |       |       |       |
|  | 12                          | Ajax                        | 2                           | 1                           | 3                           |   |                     |                     |                     | 12                |                   |               |       |                |              | 1            | 2            |              |              |  |  |           |           |           |           |           |  |  |       |       |       |
|  |                             |                             |                             |                             |                             |   |                     | 5                   | Eintracht Frankfurt | 2                 | 4                 | 6             |       |                |              |              |              |              |              |  |  |           |           |           |           |           |  |  |       |       |       |
|  |                             |                             | Tottenham Hotspur           | Tottenham Hotspur           | 3                           | 2 | 5                   | 5                   | Eintracht Frankfurt | 2                 | 4                 | 6             |       |                |              |              |              |              |              |  |  |           |           |           |           |           |  |  |       |       |       |
|  | 23                          | Twente                      | Tottenham Hotspur           | Tottenham Hotspur           | 3                           | 2 | 5                   | 2                   | 2                   | 4                 |                   |               |       |                |              |              |              |              |              |  |  |           |           |           |           |           |  |  |       |       |       |
|  | 23                          | Twente                      |                             |                             |                             |   | Bodø/Glimt          | Bodø/Glimt          | 2                   | 4                 | 1                 | 0             | 1     |                |              |              |              |              |              |  |  |           |           |           |           |           |  |  |       |       |       |
|  | 9                           | Bodø/Glimt                  | 1                           | 5                           | 6                           |   | Bodø/Glimt          | Bodø/Glimt          |                     | 9                 | 1                 | 0             | 1     | Bodø/Glimt     | 3            | 1            | 4            |              |              |  |  |           |           |           |           |           |  |  |       |       |       |
|  | 9                           | Bodø/Glimt                  | 1                           | 5                           | 6                           |   |                     |                     |                     | 9                 |                   |               |       |                |              | 1            | 4            |              |              |  |  |           |           |           |           |           |  |  |       |       |       |
|  |                             |                             |                             |                             |                             |   |                     | 7                   | Olimbiakósz         | 0                 | 2                 | 2             |       |                |              |              |              |              |              |  |  |           |           |           |           |           |  |  |       |       |       |
|  |                             |                             | Bodø/Glimt                  | Bodø/Glimt                  | 2                           | 1 | 3 (3)               | 7                   | Olimbiakósz         | 0                 | 2                 | 2             |       |                |              |              |              |              |              |  |  |           |           |           |           |           |  |  |       |       |       |
|  | 17                          | Ferencváros                 | Bodø/Glimt                  | Bodø/Glimt                  | 2                           | 1 | 3 (3)               | 1                   | 0                   | 1                 |                   |               |       |                |              |              |              |              |              |  |  |           |           |           |           |           |  |  |       |       |       |
|  | 17                          | Ferencváros                 |                             |                             |                             |   | Lazio               | Lazio               | 0                   | 1                 | 0                 | 3             | 3 (2) |                |              |              |              |              |              |  |  |           |           |           |           |           |  |  |       |       |       |
|  | 16                          | Viktoria Plzeň              | 0                           | 3                           | 3                           |   | Lazio               | Lazio               |                     | 16                | 0                 | 3             | 3 (2) | Viktoria Plzeň | 1            | 1            | 2            |              |              |  |  |           |           |           |           |           |  |  |       |       |       |
|  | 16                          | Viktoria Plzeň              | 0                           | 3                           | 3                           |   |                     |                     |                     | 16                |                   |               |       |                |              | 1            | 2            |              |              |  |  |           |           |           |           |           |  |  |       |       |       |
|  |                             |                             |                             |                             |                             |   |                     | 1                   | Lazio               | 2                 | 1                 | 3             |       |                |              |              |              |              |              |  |  |           |           |           |           |           |  |  |       |       |       |
|  |                             |                             | Tottenham Hotspur           | Tottenham Hotspur           | 1                           |   |                     | 1                   | Lazio               | 2                 | 1                 | 3             |       |                |              |              |              |              |              |  |  |           |           |           |           |           |  |  |       |       |       |
|  | 24                          | Fenerbahçe                  | Tottenham Hotspur           | Tottenham Hotspur           | 1                           | 3 | 2                   | 5                   |                     |                   |                   |               |       |                |              |              |              |              |              |  |  |           |           |           |           |           |  |  |       |       |       |
|  | 24                          | Fenerbahçe                  |                             |                             |                             | 3 | 2                   | 5                   |                     | Manchester United | Manchester United | 0             |       |                |              |              |              |              |              |  |  |           |           |           |           |           |  |  |       |       |       |
|  | 10                          | Anderlecht                  | 0                           | 2                           | 2                           |   |                     | 24                  | Fenerbahçe          | Manchester United | Manchester United | 0             | 1     | 2              | 3 (2)        |              |              |              |              |  |  |           |           |           |           |           |  |  |       |       |       |
|  | 10                          | Anderlecht                  | 0                           | 2                           | 2                           |   |                     | 24                  | Fenerbahçe          |                   |                   |               |       |                |              |              |              |              |              |  |  |           |           |           |           |           |  |  |       |       |       |
|  |                             |                             |                             |                             |                             |   |                     | 8                   | Rangers             | 3                 | 0                 | 3 (3)         |       |                |              |              |              |              |              |  |  |           |           |           |           |           |  |  |       |       |       |
|  |                             |                             | Rangers                     | Rangers                     | 0                           | 0 | 0                   | 8                   | Rangers             | 3                 | 0                 | 3 (3)         |       |                |              |              |              |              |              |  |  |           |           |           |           |           |  |  |       |       |       |
|  | 18                          | Porto                       | Rangers                     | Rangers                     | 0                           | 0 | 0                   | 1                   | 2                   | 3                 |                   |               |       |                |              |              |              |              |              |  |  |           |           |           |           |           |  |  |       |       |       |
|  | 18                          | Porto                       |                             |                             |                             |   | Athletic Club       | Athletic Club       | 2                   | 3                 | 0                 | 2             | 2     |                |              |              |              |              |              |  |  |           |           |           |           |           |  |  |       |       |       |
|  | 15                          | Roma                        | 1                           | 3                           | 4                           |   | Athletic Club       | Athletic Club       |                     | 15                | 0                 | 2             | 2     | Roma           | 2            | 1            | 3            |              |              |  |  |           |           |           |           |           |  |  |       |       |       |
|  | 15                          | Roma                        | 1                           | 3                           | 4                           |   |                     |                     |                     | 15                |                   |               |       |                |              | 1            | 3            |              |              |  |  |           |           |           |           |           |  |  |       |       |       |
|  |                             |                             |                             |                             |                             |   |                     | 2                   | Athletic Club       | 1                 | 3                 | 4             |       |                |              |              |              |              |              |  |  |           |           |           |           |           |  |  |       |       |       |
|  |                             |                             | Athletic Club               | Athletic Club               | 0                           | 1 | 1                   | 2                   | Athletic Club       | 1                 | 3                 | 4             |       |                |              |              |              |              |              |  |  |           |           |           |           |           |  |  |       |       |       |
|  | 22                          | PAÓK                        | Athletic Club               | Athletic Club               | 0                           | 1 | 1                   | 1                   | 0                   | 1                 |                   |               |       |                |              |              |              |              |              |  |  |           |           |           |           |           |  |  |       |       |       |
|  | 22                          | PAÓK                        |                             |                             |                             |   | Manchester United   | Manchester United   | 0                   | 1                 | 3                 | 4             | 7     |                |              |              |              |              |              |  |  |           |           |           |           |           |  |  |       |       |       |
|  | 11                          | FCSB                        | 2                           | 2                           | 4                           |   | Manchester United   | Manchester United   |                     | 11                | 3                 | 4             | 7     | FCSB           | 1            | 0            | 1            |              |              |  |  |           |           |           |           |           |  |  |       |       |       |
|  | 11                          | FCSB                        | 2                           | 2                           | 4                           |   |                     |                     |                     | 11                |                   |               |       |                |              | 0            | 1            |              |              |  |  |           |           |           |           |           |  |  |       |       |       |
|  |                             |                             |                             |                             |                             |   |                     | 6                   | Olympique Lyonnais  | 3                 | 4                 | 7             |       |                |              |              |              |              |              |  |  |           |           |           |           |           |  |  |       |       |       |
|  |                             |                             | Olympique Lyonnais          | Olympique Lyonnais          | 2                           | 4 | 6                   | 6                   | Olympique Lyonnais  | 3                 | 4                 | 7             |       |                |              |              |              |              |              |  |  |           |           |           |           |           |  |  |       |       |       |
|  | 20                          | Midtjylland                 | Olympique Lyonnais          | Olympique Lyonnais          | 2                           | 4 | 6                   | 1                   | 2                   | 3                 |                   |               |       |                |              |              |              |              |              |  |  |           |           |           |           |           |  |  |       |       |       |
|  | 20                          | Midtjylland                 |                             |                             |                             |   | Manchester United   | Manchester United   | 2                   | 3                 | 2                 | 5             | 7     |                |              |              |              |              |              |  |  |           |           |           |           |           |  |  |       |       |       |
|  | 13                          | Real Sociedad               | 2                           | 5                           | 7                           |   | Manchester United   | Manchester United   |                     | 19                | 2                 | 5             | 7     | Real Sociedad  | 1            | 1            | 2            |              |              |  |  |           |           |           |           |           |  |  |       |       |       |
|  | 13                          | Real Sociedad               | 2                           | 5                           | 7                           |   |                     |                     |                     | 19                |                   |               |       |                |              | 1            | 2            |              |              |  |  |           |           |           |           |           |  |  |       |       |       |
|  |                             |                             |                             |                             |                             |   |                     | 3                   | Manchester United   | 1                 | 4                 | 5             |       |                |              |              |              |              |              |  |  |           |           |           |           |           |  |  |       |       |       |
|  |                             |                             |                             |                             |                             |   |                     | 3                   | Manchester United   | 1                 | 4                 | 5             |       |                |              |              |              |              |              |  |  |           |           |           |           |           |  |  |       |       |       |

## Rájátszás
A rájátszás sorsolását 2025. január 31-én tartották. Az első mérkőzéseket 2025. február 13-án, a második mérkőzéseket 2025. február 20-án játsszák.

### Összegzés
| 1. csapat            | Össz.Tooltip Aggregate score | 2. csapat      | 1. mérk. | 2. mérk.    |
| -------------------- | ---------------------------- | -------------- | -------- | ----------- |
| Ferencváros          | 1–3                          | Viktoria Plzeň | 1–0      | 0–3         |
| Twente               | 4–6                          | Bodø/Glimt     | 2–1      | 2–5 (h. u.) |
| Union Saint-Gilloise | 2–3                          | Ajax           | 0–2      | 2–1 (h. u.) |
| AZ                   | 6–3                          | Galatasaray    | 4–1      | 2–2         |
| Midtjylland          | 3–4                          | Real Sociedad  | 1–1      | 2–3         |
| PAÓK                 | 5–2                          | FCSB           | 3–0      | 2–2         |
| Fenerbahçe           | 1–4                          | Anderlecht     | 1–2      | 0–2         |
| Porto                | 3–7                          | Roma           | 1–2      | 2–5         |

### Mérkőzések
| 2025. február 13. 18:45 |

| Ferencváros  | 1–0               | Viktoria Plzeň |
| ------------ | ----------------- | -------------- |
| Abu Fani 23' | (1–0) Jegyzőkönyv |                |

| Groupama Aréna, Budapest Nézőszám: 18 519 Játékvezető: Giorgi Kruashvili (grúz) |

| 2025. február 20. 21:00 |

| Viktoria Plzeň                     | 3–0               | Ferencváros |
| ---------------------------------- | ----------------- | ----------- |
| Jemelka 27' Šulc 35' Durosinmi 38' | (3–0) Jegyzőkönyv |             |

| Doosan Arena, Plzeň Nézőszám: 10 415 Játékvezető: Jérôme Brisard (francia) |

| 2025. február 13. 21:00 |

| Twente                                     | 2–1               | Bodø/Glimt |
| ------------------------------------------ | ----------------- | ---------- |
| Ltaief 5' Van Wolfswinkel 90+5' (11-esből) | (1–0) Jegyzőkönyv | Berg 85'   |

| De Grolsch Veste, Enschede Nézőszám: 29 500 Játékvezető: Sebastian Gishamer (osztrák) |

| 2025. február 20. 18:45 |

| Bodø/Glimt                                                                                   | 5–2 (h. u.)                 | Twente                           |
| -------------------------------------------------------------------------------------------- | --------------------------- | -------------------------------- |
| Høgh 56' (11-esből) Hilgers 90+2' (öngól) Wembangomo 90+4' Fet 111' Verschueren 114' (öngól) | (0–1, 3–2, 3–2) Jegyzőkönyv | Sjøvold 26' (öngól) Steijn 90+6' |

| Aspmyra Stadion, Bodø Nézőszám: 6417 Játékvezető: Alejandro Hernández Hernández (spanyol) |

| 2025. február 13. 18:45 |

| Union Saint-Gilloise | 0–2               | Ajax                    |
| -------------------- | ----------------- | ----------------------- |
|                      | (0–0) Jegyzőkönyv | Rasmussen 59' Mokio 71' |

| Baldvin király Stadion, Brüsszel Nézőszám: 10 853 Játékvezető: Donatas Rumšas (litván) |

| 2025. február 20. 21:00 |

| Ajax                  | 1–2               | Union Saint-Gilloise                  |
| --------------------- | ----------------- | ------------------------------------- |
| Taylor 93' (11-esből) | (0–2) Jegyzőkönyv | Mac Allister 16' David 28' (11-esből) |

| Johan Cruijff Arena, Amszterdam Nézőszám: 51 835 Játékvezető: Chris Kavanagh (angol) |

| 2025. február 13. 21:00 |

| AZ                                                      | 4–1               | Galatasaray |
| ------------------------------------------------------- | ----------------- | ----------- |
| Mijnans 12' Parrott 37' (11-esből) Clasie 57' Wolfe 66' | (2–1) Jegyzőkönyv | Sallai 20'  |

| AFAS Stadion, Alkmaar Nézőszám: 14 092 Játékvezető: João Pinheiro (portugál) |

| 2025. február 20. 18:45 (20:45 UTC+3) |

| Galatasaray            | 2–2               | AZ                     |
| ---------------------- | ----------------- | ---------------------- |
| Osimhen 56' Sallai 70' | (0–1) Jegyzőkönyv | Maikuma 42' Kasius 55' |

| Rems Park, Isztambul Nézőszám: 37 343 Játékvezető: Anthony Taylor (angol) |

| 2025. február 13. 18:45 |

| Midtjylland | 1–2               | Real Sociedad                  |
| ----------- | ----------------- | ------------------------------ |
| Buksa 38'   | (1–2) Jegyzőkönyv | Méndez 11' (11-esből) Kubo 31' |

| MCH Arena, Herning Nézőszám: 9 401 Játékvezető: Orel Grinfeld (izraeli) |

| 2025. február 20. 21:00 |

| Real Sociedad                                                    | 5–2               | Midtjylland                     |
| ---------------------------------------------------------------- | ----------------- | ------------------------------- |
| Méndez 5' Sučić 18' 45+2' Oyarzabal 73' (11-esből) Óskarsson 90' | (3–2) Jegyzőkönyv | Buksa 24' (11-esből) Osorio 38' |

| Anoeta Stadion, Donostia-San Sebastián Nézőszám: 27 728 Játékvezető: Serdar Gözübüyük (holland) |

| 2025. február 13. 21:00 (22:00 UTC+2) |

| PAÓK        | 1–2               | FCSB                    |
| ----------- | ----------------- | ----------------------- |
| Samatta 21' | (1–0) Jegyzőkönyv | Gheorghiță 50' Dawa 60' |

| Túmbasz Stadion, Szaloniki Nézőszám: 18 343 Játékvezető: Lawrence Visser (belga) |

| 2025. február 20. 18:45 (19:45 UTC+2) |

| FCSB                      | 2–0               | PAÓK |
| ------------------------- | ----------------- | ---- |
| Cisotti 30' Miculescu 81' | (1–0) Jegyzőkönyv |      |

| Nemzeti Stadion, Bukarest Nézőszám: 50 248 Játékvezető: Matej Jug (szlovén) |

| 2025. február 13. 18:45 (20:45 UTC+3) |

| Fenerbahçe                         | 3–0               | Anderlecht |
| ---------------------------------- | ----------------- | ---------- |
| Tadić 11' Džeko 42' en-Neszjrí 57' | (2–0) Jegyzőkönyv |            |

| Şükrü Saracoğlu Stadion, Isztambul Nézőszám: 34 517 Játékvezető: Nikola Dabanović (montenegrói) |

| 2025. február 20. 21:00 |

| Anderlecht      | 2–2               | Fenerbahçe                |
| --------------- | ----------------- | ------------------------- |
| Vázquez 19' 55' | (1–1) Jegyzőkönyv | en-Neszjrí 4' Akçiçek 63' |

| Constant Vanden Stock Stadion, Brüsszel Nézőszám: 13 724 Játékvezető: Sandro Schärer (svájci) |

| 2025. február 13. 21:00 (20:00 UTC+0) |

| Porto     | 1–1               | Roma        |
| --------- | ----------------- | ----------- |
| Moura 67' | (0–1) Jegyzőkönyv | Çelik 45+5' |

| Estádio do Dragão, Porto Nézőszám: 37 129 Játékvezető: Tobias Stieler (német) |

| 2025. február 20. 18:45 |

| Roma                       | 3–2               | Porto                             |
| -------------------------- | ----------------- | --------------------------------- |
| Dybala 35' 39' Pisilli 83' | (2–1) Jegyzőkönyv | Aghehowa 27' Rensch 90+6' (öngól) |

| Olimpiai Stadion, Róma Nézőszám: 55 286 Játékvezető: François Letexier (francia) |

## Nyolcaddöntő
A nyolcaddöntők és a további fordulók sorsolását 2025. február 21-én tartották. Az első mérkőzéseket 2025. március 6-án, a második mérkőzéseket 2025. március 13-án játszották.
| 1. csapat      | Össz.Tooltip Aggregate score | 2. csapat           | 1. mérk. | 2. mérk.    |
| -------------- | ---------------------------- | ------------------- | -------- | ----------- |
| Viktoria Plzeň | 2–3                          | Lazio               | 1–2      | 1–1         |
| Bodø/Glimt     | 4–2                          | Olimbiakósz         | 3–0      | 1–2         |
| Ajax           | 2–6                          | Eintracht Frankfurt | 1–2      | 1–4         |
| AZ             | 2–3                          | Tottenham Hotspur   | 1–0      | 1–3         |
| Roma           | 3–4                          | Athletic Club       | 2–1      | 1–3         |
| Fenerbahçe     | 3–3 (t. 2–3)                 | Rangers             | 1–3      | 2–0 (h. u.) |
| FCSB           | 1–7                          | Olympique Lyonnais  | 1–3      | 0–4         |
| Real Sociedad  | 2–5                          | Manchester United   | 1–1      | 1–4         |

### Mérkőzések
| 2025. március 6. 21:00 |

| Viktoria Plzeň | 1–2               | Lazio                       |
| -------------- | ----------------- | --------------------------- |
| Durosinmi 53'  | (0–1) Jegyzőkönyv | Romagnoli 18' Isaksen 90+8' |

| Doosan Arena, Plzeň Nézőszám: 11 236 Játékvezető: Donatas Rumšas (litván) |

| 2025. március 13. 21:00 |

| Lazio         | 1–1               | Viktoria Plzeň |
| ------------- | ----------------- | -------------- |
| Romagnoli 77' | (0–0) Jegyzőkönyv | Šulc 52'       |

| Olimpiai Stadion, Róma Nézőszám: 39 547 Játékvezető: Danny Makkelie (holland) |

| 2025. március 6. 21:00 |

| Bodø/Glimt                         | 3–0               | Olimbiakósz |
| ---------------------------------- | ----------------- | ----------- |
| Dzolákisz 13' (öngól) Høgh 45' 55' | (2–0) Jegyzőkönyv |             |

| Aspmyra Stadion, Bodø Nézőszám: 8 050 Játékvezető: Mikola Balakin (ukrán) |

| 2025. március 13. 18:45 |

| Olimbiakósz       | 2–1               | Bodø/Glimt |
| ----------------- | ----------------- | ---------- |
| Jaremcsuk 53' 65' | (0–1) Jegyzőkönyv | Høgh 36'   |

| Karaiszkákisz Stadion, Pireusz Nézőszám: 31 850 Játékvezető: Felix Zwayer (német) |

| 2025. március 6. 21:00 |

| Ajax        | 1–2               | Eintracht Frankfurt        |
| ----------- | ----------------- | -------------------------- |
| Brobbey 10' | (1–1) Jegyzőkönyv | Larsson 27' esz-Szhírí 70' |

| Johan Cruijff Arena, Amszterdam Nézőszám: 52 641 Játékvezető: Simone Sozza (olasz) |

| 2025. március 13. 18:45 |

| Eintracht Frankfurt                 | 4–1               | Ajax       |
| ----------------------------------- | ----------------- | ---------- |
| Bahoya 7' Götze 25' 82' Ekitike 67' | (2–0) Jegyzőkönyv | Taylor 78' |

| Waldstadion, Frankfurt am Main Nézőszám: 57 500 Játékvezető: Irfan Peljto (bosznia-hercegovinai) |

| 2025. március 6. 18:45 |

| AZ                   | 1–0               | Tottenham Hotspur |
| -------------------- | ----------------- | ----------------- |
| Bergvall 18' (öngól) | (1–0) Jegyzőkönyv |                   |

| AFAS Stadion, Alkmaar Nézőszám: 18 281 Játékvezető: Rade Obrenovič (szlovén) |

| 2025. március 13. 21:00 |

| Tottenham Hotspur            | 3–1               | AZ              |
| ---------------------------- | ----------------- | --------------- |
| Odobert 26' 74' Maddison 48' | (1–0) Jegyzőkönyv | Koopmeiners 63' |

| Tottenham Hotspur Stadion, London Nézőszám: 58 302 Játékvezető: João Pinheiro (portugál) |

| 2025. március 6. 21:00 |

| Roma                          | 2–1               | Athletic Club   |
| ----------------------------- | ----------------- | --------------- |
| Angeliño 56' Shomurodov 90+3' | (0–0) Jegyzőkönyv | I. Williams 50' |

| Olimpiai Stadion, Róma Nézőszám: 62 540 Játékvezető: Sandro Schärer (svájci) |

| 2025. március 13. 18:45 |

| Athletic Club                       | 3–1               | Roma                     |
| ----------------------------------- | ----------------- | ------------------------ |
| N. Williams 45+2' 82' Berchiche 68' | (1–0) Jegyzőkönyv | Paredes 90+3' (11-esből) |

| San Mamés, Bilbao Nézőszám: 50 666 Játékvezető: Clément Turpin (francia) |

| 2025. március 6. 18:45 |

| Fenerbahçe | 1–3               | Rangers                  |
| ---------- | ----------------- | ------------------------ |
| Djiku 30'  | (1–2) Jegyzőkönyv | Dessers 7' Černý 42' 81' |

| Şükrü Saracoğlu Stadion, Isztambul Nézőszám: 42 090 Játékvezető: Alejandro Hernández Hernández (spanyol) |

| 2025. március 13. 21:00 |

| Rangers                       | 0–2 (h. u.)                 | Fenerbahçe                    |
| ----------------------------- | --------------------------- | ----------------------------- |
|                               | (0–1, 0–2, 0–2) Jegyzőkönyv | Szymański 45' 73'             |
| Büntetőpárbaj                 |                             |                               |
| Tavernier Černý Hagi Lawrence | 3–2                         | Tadić Džeko Djiku Fred Yandaş |

| Ibrox Stadion, Glasgow Nézőszám: 50 061 Játékvezető: Espen Eskås (norvég) |

| 2025. március 6. 18:45 |

| FCSB       | 1–3         | Olympique Lyonnais            |
| ---------- | ----------- | ----------------------------- |
| Băluță 68' | Jegyzőkönyv | Tagliafico 30' Fofana 86' 89' |

| Nemzeti Stadion, Bukarest Nézőszám: 53 028 Játékvezető: Tobias Stieler (német) |

| 2025. március 13. 21:00 |

| Olympique Lyonnais                | 4–0               | FCSB |
| --------------------------------- | ----------------- | ---- |
| Mikautadze 14' 47' Nuamah 37' 88' | (2–0) Jegyzőkönyv |      |

| Parc Olympique Lyonnais, Décines-Charpieu Nézőszám: 37 322 Játékvezető: Anthony Taylor (angol) |

| 2025. március 6. 18:45 |

| Real Sociedad            | 1–1               | Manchester United |
| ------------------------ | ----------------- | ----------------- |
| Oyarzabal 70' (11-esből) | (0–0) Jegyzőkönyv | Zirkzee 57'       |

| Estadio Anoeta, Donostia-San Sebastián Nézőszám: 34 391 Játékvezető: Ivan Kružliak (szlovák) |

| 2025. március 13. 21:00 |

| Manchester United                                       | 4–1               | Real Sociedad            |
| ------------------------------------------------------- | ----------------- | ------------------------ |
| Fernandes 16' (11-esből) 50' (11-esből) 87' Dalot 90+1' | (1–1) Jegyzőkönyv | Oyarzabal 10' (11-esből) |

| Old Trafford, Manchester Nézőszám: 73 189 Játékvezető: Benoît Bastien (francia) |

## Negyeddöntők
Az első mérkőzéseket 2025. április 10-én, a második mérkőzéseket 2025. április 17-én játszották.
| 1. csapat          | Össz.Tooltip Aggregate score | 2. csapat           | 1. mérk. | 2. mérk.   |
| ------------------ | ---------------------------- | ------------------- | -------- | ---------- |
| Bodø/Glimt         | 3–3 (t. 3–2)                 | Lazio               | 2–0      | 1–3 (h.u.) |
| Tottenham Hotspur  | 2–1                          | Eintracht Frankfurt | 1–1      | 1–0        |
| Rangers            | 2–0                          | Athletic Club       | 0–0      | 2–0        |
| Olympique Lyonnais | 6–7                          | Manchester United   | 2–2      | 4–5 (h.u.) |

### Mérkőzések
| 2025. február 10. 18:45 |

| Bodø/Glimt      | 2–0               | Lazio |
| --------------- | ----------------- | ----- |
| Saltnes 47' 69' | (0–0) Jegyzőkönyv |       |

| Aspmyra Stadion, Bodø Nézőszám: 8124 Játékvezető: Michael Oliver (angol) |

| 2025. február 17. 21:00 |

| Lazio                                     | 3–1 (h. u.)                 | Bodø/Glimt               |
| ----------------------------------------- | --------------------------- | ------------------------ |
| Castellanos 21' Noslin 90+3' Dia 100'     | (1–0, 2–0, 3–0) Jegyzőkönyv | Helmersen 109'           |
| Büntetőpárbaj                             |                             |                          |
| Dia Tchaouna Noslin Guendouzi Castellanos | 2–3                         | Hauge Fet Sørli Moe Berg |

| Olimpiai Stadion, Róma Nézőszám: 54 873 Játékvezető: Daniel Siebert (német) |

| 2025. február 10. 21:00 |

| Tottenham Hotspur | 1–1               | Eintracht Frankfurt |
| ----------------- | ----------------- | ------------------- |
| Porro 26'         | (1–1) Jegyzőkönyv | Ekitiké 6'          |

| Tottenham Hotspur Stadion, London Nézőszám: 57 849 Játékvezető: Szymon Marciniak (lengyel) |

| 2025. február 17. 21:00 |

| Eintracht Frankfurt | 0–1               | Tottenham Hotspur      |
| ------------------- | ----------------- | ---------------------- |
|                     | (0–1) Jegyzőkönyv | Solanke 43' (11-esből) |

| Waldstadion, Frankfurt am Main Játékvezető: Davide Massa (olasz) |

| 2025. február 10. 21:00 |

| Rangers | 0–0         | Athletic Club |
| ------- | ----------- | ------------- |
|         | Jegyzőkönyv |               |

| Ibrox Stadion, Glasgow Nézőszám: 49 922 Játékvezető: Kovács István (román) |

| 2025. február 17. 21:00 |

| Athletic Club             | 2–0               | Rangers |
| ------------------------- | ----------------- | ------- |
| Sancet 45+4' Williams 80' | (1–0) Jegyzőkönyv |         |

| San Mamés, Bilbao Játékvezető: Irfan Peljto (bosznia-hercegovinai) |

| 2025. február 10. 21:00 |

| Olympique Lyonnais      | 2–2               | Manchester United      |
| ----------------------- | ----------------- | ---------------------- |
| Almada 26' Cherki 90+5' | (1–1) Jegyzőkönyv | Yoro 45+5' Zirkzee 88' |

| Parc Olympique Lyonnais, Décines-Charpieu Nézőszám: 58 018 Játékvezető: Glenn Nyberg (svéd) |

| 2025. február 17. 21:00 |

| Manchester United                                                                  | 5–4 (h. u.)                 | Olympique Lyonnais                                                   |
| ---------------------------------------------------------------------------------- | --------------------------- | -------------------------------------------------------------------- |
| Manuel Ugarte 10' Dalot 45+1' Fernandes 114' (11-esből) Mainoo 120' Maguire 120+1' | (2–0, 2–2, 2–3) Jegyzőkönyv | Tolisso 71' 89′ Tagliafico 78' Cherki 105' Lacazette 110' (11-esből) |

| Old Trafford, Manchester Játékvezető: Sandro Schärer (svájci) |

## Elődöntők
Az első mérkőzéseket 2025. május 1-jén, a második mérkőzéseket 2025. május 8-án játszották.
| 1. csapat         | Össz.Tooltip Aggregate score | 2. csapat         | 1. mérk. | 2. mérk. |
| ----------------- | ---------------------------- | ----------------- | -------- | -------- |
| Tottenham Hotspur | 5–1                          | Bodø/Glimt        | 3–1      | 2–0      |
| Athletic Club     | 1–7                          | Manchester United | 0–3      | 1–4      |

### Mérkőzések
| 2025. május 1. 21:00 |

| Tottenham Hotspur                              | 3–1               | Bodø/Glimt  |
| ---------------------------------------------- | ----------------- | ----------- |
| Johnson 1' Maddison 34' Solanke 61' (11-esből) | (2–0) Jegyzőkönyv | Saltnes 83' |

| Tottenham Hotspur Stadion, London Nézőszám: 61 327 Játékvezető: José María Sánchez Martínez (spanyol) |

| 2025. május 8. 21:00 |

| Bodø/Glimt | 0–2               | Tottenham Hotspur     |
| ---------- | ----------------- | --------------------- |
|            | (0–0) Jegyzőkönyv | Solanke 63' Porro 69' |

| Aspmyra Stadion, Bodø |

| 2025. május 1. 21:00 |

| Athletic Club | 0–3               | Manchester United                         |
| ------------- | ----------------- | ----------------------------------------- |
|               | (0–3) Jegyzőkönyv | Casemiro 30' Fernandes 37' (11-esből) 45' |

| San Mamés Stadion, Bilbao Nézőszám: 51 980 Játékvezető: Espen Eskås (norvég) |

| 2025. május 8. 21:00 |

| Manchester United                        | 4–1               | Athletic Club  |
| ---------------------------------------- | ----------------- | -------------- |
| Mount 72' 90+1' Casemiro 80' Højlund 85' | (0–1) Jegyzőkönyv | Jauregizar 31' |

| Old Trafford, Manchester Játékvezető: Daniel Siebert (német) |

## Döntő
A döntőt 2025. május 21-én játsszák.
| 2025. május 21. 21:00 |

| Tottenham Hotspur | 1–0               | Manchester United |
| ----------------- | ----------------- | ----------------- |
| Johnson 42'       | (1–0) Jegyzőkönyv |                   |

| San Mamés Stadion, Bilbao Játékvezető: Felix Zwayer (német) |

| Tottenham Hotspur | Manchester United |

| KA               | 1  | Guillermo Vicario |     |     |
| JV               | 23 | Pedro Porro       |     |     |
| KV               | 17 | Cristian Romero   |     |     |
| KV               | 37 | Micky van de Ven  | 49' |     |
| BV               | 13 | Destiny Udogie    |     | 90' |
| KP               | 29 | Pape Matar Sarr   |     | 90' |
| KP               | 8  | Yves Bissouma     | 68' |     |
| KP               | 30 | Rodrigo Bentancur |     |     |
| JSZ              | 22 | Brennan Johnson   |     | 79' |
| KCS              | 19 | Dominic Solanke   |     |     |
| BSZ0             | 9  | Richarlison       | 58' | 67' |
| Cserék:          |    |                   |     |     |
| KA               | 40 | Brandon Austin    |     |     |
| KA               | 41 | Alfie Whiteman    |     |     |
| V                | 4  | Kevin Danso       |     | 79' |
| V                | 14 | Archie Gray       |     | 90' |
| V                | 24 | Djed Spence       |     | 90' |
| V                | 33 | Ben Davies        |     |     |
| KP               | 47 | Mikey Moore       |     |     |
| CS               | 7  | Szon Hungmin      |     | 67' |
| CS               | 11 | Mathys Tel        |     |     |
| CS               | 28 | Wilson Odobert    |     |     |
| CS               | 44 | Dane Scarlett     |     |     |
| CS               | 63 | Damola Ajayi      |     |     |
| Menedzser:       |    |                   |     |     |
| Ange Postecoglou |    |                   |     |     |

| KA           | 24 | André Onana        |       |     |
| JSZV         | 3  | Núszír Mázráví     |       | 85' |
| KV           | 15 | Leny Yoro          |       |     |
| KV           | 5  | Harry Maguire      | 88'   |     |
| KV           | 23 | Luke Shaw          |       |     |
| BSZV0        | 13 | Patrick Dorgu      |       | 90' |
| KP           | 18 | Casemiro           |       |     |
| KP           | 8  | Bruno Fernandes    |       |     |
| TKP          | 7  | Mason Mount        |       | 71' |
| TKP          | 16 | Amad               | 35'   |     |
| KCS          | 9  | Rasmus Højlund     |       | 71' |
| Cserék:      |    |                    |       |     |
| KA           | 1  | Altay Bayındır     |       |     |
| V            | 2  | Victor Lindelöf    | 90+1' |     |
| V            | 20 | Diogo Dalot        |       | 85' |
| V            | 26 | Ayden Heaven       |       |     |
| V            | 35 | Jonny Evans        | 90+3' |     |
| V            | 41 | Harry Amass        |       |     |
| KP           | 14 | Christian Eriksen  |       |     |
| KP           | 25 | Manuel Ugarte      |       |     |
| KP           | 37 | Kobbie Mainoo      |       | 90' |
| KP           | 43 | Toby Collyer       |       |     |
| CS           | 11 | Joshua Zirkzee     | 84'   | 71' |
| CS           | 17 | Alejandro Garnacho |       | 71' |
| Menedzser:   |    |                    |       |     |
| Rúben Amorim |    |                    |       |     |